# Tecia Torres
Tecia Lyn Moncaio Torres, född 16 augusti 1989 i Fall River, är en amerikansk MMA-utövare som sedan 2014 tävlar i organisationen Ultimate Fighting Championship.